# Quiers-sur-Bézonde

Quiers-sur-Bézonde este o comună în departamentul Loiret din centrul Franței. În 1 ianuarie 2022 avea o populație de 1.165 de locuitori.